# 大塞爾布利夫卡
47°42′14″N 31°40′19″E / 47.70389°N 31.67194°E
大塞爾布利夫卡（烏克蘭語：Великосербулівка），是烏克蘭南部尼古拉耶夫州沃兹涅先斯克区葉拉涅茨市鎮的村落。始建於1751年，面積2.19平方公里，海拔高度69米，2001年人口785，人口密度每平方公里358.4人。